# 木丹加鼓
木丹加鼓（羅馬化：mṛdaṅga）是卡納提克音樂的主要伴奏打擊樂器，起源於古代印度。

## 名稱
木丹加在梵語中一個解釋爲「陶泥」（mṛd）做的「肢體」（aṅga）。印度東北地區的科爾鼓即是用陶土燒製而成，而卡納提克式木丹加鼓則通常使用菠蘿蜜木製成。
根據另外一種說法，「木丹加」可以解爲「邊走邊打」（mṛdaṃ-ga），其中詞根gam是「走」的意思，mṛd是「敲打」的意思。
在南印度達羅毗荼語言中，木丹加鼓的名稱如下：
- 坦米爾語：，羅馬化：mirudhaṅgam
- 泰盧固語：，羅馬化：mṛdaṃgaṃ
- 卡納達語：，羅馬化：mṛdaṃga
- 馬拉雅拉姆語：，羅馬化：mṛdaṃgaṃ

另外在英語中，木丹加鼓的名稱拼寫有等。

## 起源傳說
根據印度古代的著作《樂舞論》記載，某次一位名爲娑婆提的樂師在湖邊打水時，因陀羅降下了大洪水，使世界變成一片汪洋大海。娑婆提聽見了雨滴敲打荷葉發出的聲音，他便回到茅屋去，首先發明了木丹加鼓，後來又發明了其他種類的打擊樂器。
又據《南迪往世書》記載，司掌舞蹈的毀滅神溼婆（即其「舞王」納塔羅闍形象）在元初跳起宇宙之舞時，其坐騎牛神南迪在一旁以木丹加鼓伴奏。另外其他往世書中亦有迦尼薩、因陀羅等神祇演奏木丹加鼓的記載，因此木丹加鼓又被稱爲「衆神之樂器」。